# Lista de presidentes do Brasil

Bandeira presidencial do Brasil.

Esta lista de presidentes do Brasil compreende todas as pessoas que exerceram a chefia de governo e de Estado no país desde a Proclamação da República, em 15 de novembro de 1889. A lista inclui também aqueles que, tendo sido eleitos, não exerceram o mandato por morte ou impedimento, bem como as duas juntas militares provisórias no regime presidencialista.
As cores indicam o meio pelo qual cada presidente chegou ao cargo. Em azul estão os eleitos por sufrágio direto; em verde, os que chegaram à presidência pela linha sucessória (por exemplo, quando um vice-presidente assume o cargo de presidente definitivamente, ou quando um presidente da Câmara dos Deputados assume a presidência caso não haja um vice-presidente); em amarelo, os eleitos por sufrágio indireto, os empossados através de movimentos revolucionários ou golpes e as juntas militares.
| N° | Presidente | Fotografia | Período do mandato (duração do mandato)                                                                            | Partido | Vice-presidente | Eleição | Notas e referências                                                                                                |
| Primeira República (República Velha) (15 de novembro de 1889 a 24 de outubro de 1930 – 40 anos, 11 meses e 9 dias)        | Primeira República (República Velha) (15 de novembro de 1889 a 24 de outubro de 1930 – 40 anos, 11 meses e 9 dias) | Primeira República (República Velha) (15 de novembro de 1889 a 24 de outubro de 1930 – 40 anos, 11 meses e 9 dias) | Primeira República (República Velha) (15 de novembro de 1889 a 24 de outubro de 1930 – 40 anos, 11 meses e 9 dias) | Primeira República (República Velha) (15 de novembro de 1889 a 24 de outubro de 1930 – 40 anos, 11 meses e 9 dias) | Primeira República (República Velha) (15 de novembro de 1889 a 24 de outubro de 1930 – 40 anos, 11 meses e 9 dias) | Primeira República (República Velha) (15 de novembro de 1889 a 24 de outubro de 1930 – 40 anos, 11 meses e 9 dias) | Primeira República (República Velha) (15 de novembro de 1889 a 24 de outubro de 1930 – 40 anos, 11 meses e 9 dias) |
| --- | --- | --- | --- | --- | --- | --- | --- |
| 1 | Deodoro da Fonseca                                                                                                 | | 15 de novembro de 1889 – 23 de novembro de 1891 (2 anos e 8 dias)                                                  | Nenhum | Nenhum | Proclamação de 1889                                                                                                | [ nota 1 ] [ 1 ] [ 2 ] [ 3 ] [ 4 ]                                                                                 |
| 1 | Deodoro da Fonseca                                                                                                 | Floriano Peixoto                                                                                                   | 15 de novembro de 1889 – 23 de novembro de 1891 (2 anos e 8 dias)                                                  | Nenhum | 1891 | | [ nota 1 ] [ 1 ] [ 2 ] [ 3 ] [ 4 ]                                                                                 |
| 2 | Floriano Peixoto                                                                                                   | | 23 de novembro de 1891 – 15 de novembro de 1894 (2 anos e 357 dias)                                                | Nenhum | Nenhum | – | [ nota 3 ] [ 5 ] [ 6 ]                                                                                             |
| 3 | Prudente de Moraes                                                                                                 | | 15 de novembro de 1894 – 15 de novembro de 1898 (4 anos)                                                           | PR Federal | Manoel Victorino                                                                                                   | 1894 | [ nota 4 ] [ 7 ] [ 8 ]                                                                                             |
| 4 | Campos Salles | | 15 de novembro de 1898 – 15 de novembro de 1902 (4 anos)                                                           | PRP | Rosa e Silva | 1898 | [ 9 ] [ 10 ] |
| 5 | Rodrigues Alves | | 15 de novembro de 1902 – 15 de novembro de 1906 (4 anos)                                                           | PRP | Affonso Penna | 1902 | [ nota 6 ] [ 11 ] [ 12 ] [ 13 ] [ 14 ] [ 15 ]                                                                      |
| 6 | Affonso Penna | | 15 de novembro de 1906 – 14 de junho de 1909 (2 anos e 211 dias)                                                   | PRM | Nilo Peçanha | 1906 | [ nota 7 ] [ 16 ] [ 17 ] [ 18 ]                                                                                    |
| 7 | Nilo Peçanha | | 14 de junho de 1909 – 15 de novembro de 1910 (1 ano e 154 dias)                                                    | PRF | Nenhum | – | [ nota 8 ] [ 19 ] [ 20 ]                                                                                           |
| 8 | Hermes da Fonseca                                                                                                  | | 15 de novembro de 1910 – 15 de novembro de 1914 (4 anos)                                                           | PRC | Wenceslau Braz | 1910 | [ 21 ] [ 22 ] |
| 9 | Wenceslau Braz | | 15 de novembro de 1914 – 15 de novembro de 1918 (4 anos)                                                           | PRM | Urbano Santos | 1914 | [ 23 ] [ 24 ] |
| — | Rodrigues Alves | | Morreu antes de tomar posse                                                                                        | PRP | Delfim Moreira | 1918 | [ nota 9 ] [ 11 ] [ 25 ] [ 26 ]                                                                                    |
| 10 | Delfim Moreira | | 15 de novembro de 1918 – 28 de julho de 1919 (255 dias)                                                            | PRM | Ele mesmo | – | [ nota 10 ] [ 27 ] [ 28 ] [ 29 ]                                                                                   |
| 11 | Epitacio Pessôa | | 28 de julho de 1919 – 15 de novembro de 1922 (3 anos e 110 dias)                                                   | PRM | Delfim Moreira | 1919 | [ nota 12 ] [ 30 ] [ 31 ] [ 32 ] [ 33 ]                                                                            |
| 11 | Epitacio Pessôa | Bueno de Paiva | 28 de julho de 1919 – 15 de novembro de 1922 (3 anos e 110 dias)                                                   | PRM | | 1919 | [ nota 12 ] [ 30 ] [ 31 ] [ 32 ] [ 33 ]                                                                            |
| 12 | Arthur Bernardes                                                                                                   | | 15 de novembro de 1922 – 15 de novembro de 1926 (4 anos)                                                           | PRM | Estacio Coimbra | 1922 | [ nota 14 ] [ 34 ] [ 35 ] [ 36 ] [ 37 ]                                                                            |
| 13 | Washington Luis | | 15 de novembro de 1926 – 24 de outubro de 1930 (3 anos e 343 dias)                                                 | PRP | Fernando de Mello Vianna                                                                                           | 1926 | [ nota 15 ] [ 38 ] [ 39 ] [ 40 ]                                                                                   |
| — | Julio Prestes | | Não assumiu em razão da Revolução de 1930                                                                          | PRP | Vital Soares | 1930 | [ nota 16 ] [ 41 ] [ 42 ] [ 43 ] [ 44 ]                                                                            |
| Segunda República (Governos Provisório e Constitucional) (24 de outubro de 1930 a 10 de novembro 1937 – 7 anos e 17 dias) | | | | | | | |
| — | Junta Governativa Provisória de 1930                                                                               | | 24 de outubro de 1930 – 3 de novembro de 1930 (10 dias)                                                            | Nenhum | Nenhum | Revolução de 1930                                                                                                  | [ nota 18 ] [ 45 ] [ 46 ]                                                                                          |
| 14 | Getulio Vargas | | 3 de novembro de 1930 – 10 de novembro de 1937 (7 anos e 7 dias)                                                   | Nenhum | Nenhum | Revolução de 1930                                                                                                  | [ nota 19 ] [ 47 ] [ 48 ] [ 49 ]                                                                                   |
| 14 | Getulio Vargas | 1934 | 3 de novembro de 1930 – 10 de novembro de 1937 (7 anos e 7 dias)                                                   | Nenhum | Nenhum | | [ nota 19 ] [ 47 ] [ 48 ] [ 49 ]                                                                                   |
| Terceira República (Estado Novo) (10 de novembro 1937 a 31 de janeiro de 1946 – 8 anos, 2 meses e 21 dias)                | | | | | | | |
| 14 | Getulio Vargas | | 10 de novembro de 1937 – 30 de outubro de 1945 (7 anos e 354 dias)                                                 | Nenhum | Nenhum | Golpe de 1937 | [ nota 20 ] [ 47 ] [ 50 ] [ 51 ] [ 52 ]                                                                            |
| 15 | José Linhares | | 30 de outubro de 1945 – 31 de janeiro de 1946 (93 dias)                                                            | Nenhum | Nenhum | – | [ nota 21 ] [ 53 ] [ 54 ]                                                                                          |
| Quarta República (República Populista) (31 de janeiro de 1946 a 2 de abril de 1964 – 18 anos, 2 meses e 2 dias)           | | | | | | | |
| 16 | Gaspar Dutra | | 31 de janeiro de 1946 – 31 de janeiro de 1951 (5 anos)                                                             | PSD | Nereu Ramos | 1945 | [ nota 23 ] [ 55 ] [ 56 ] [ 57 ]                                                                                   |
| 17 | Getulio Vargas | | 31 de janeiro de 1951 – 24 de agosto de 1954 (3 anos e 205 dias)                                                   | PTB | Café Filho | 1950 | [ nota 24 ] [ 47 ] [ 58 ] [ 59 ]                                                                                   |
| 18 | Café Filho | | 24 de agosto de 1954 – 8 de novembro de 1955 (1 ano e 76 dias)                                                     | PSP | Nenhum | – | [ nota 25 ] [ 60 ] [ 61 ] [ 62 ] [ 63 ] [ 64 ]                                                                     |
| 19 | Carlos Luz | | 8 de novembro de 1955 – 11 de novembro de 1955 (3 dias)                                                            | PSD | Nenhum | – | [ nota 26 ] [ 65 ] [ 66 ] [ 67 ]                                                                                   |
| 20 | Nereu Ramos | | 11 de novembro de 1955 – 31 de janeiro de 1956 (81 dias)                                                           | PSD | Nenhum | – | [ nota 27 ] [ 68 ] [ 69 ]                                                                                          |
| 21 | Juscelino Kubitschek                                                                                               | | 31 de janeiro de 1956 – 31 de janeiro de 1961 (5 anos)                                                             | PSD | João Goulart | 1955 | [ 70 ] [ 71 ] |
| 22 | Jânio Quadros | | 31 de janeiro de 1961 – 25 de agosto de 1961 (206 dias)                                                            | PTN | João Goulart | 1960 | [ nota 28 ] [ 72 ] [ 73 ] [ 74 ]                                                                                   |
| 23 | Ranieri Mazzilli                                                                                                   | | 25 de agosto de 1961 – 8 de setembro de 1961 (14 dias)                                                             | PSD | João Goulart | – | [ nota 30 ] [ 75 ] [ 45 ] [ 76 ] [ 77 ]                                                                            |
| 24 | João Goulart | | 8 de setembro de 1961 – 2 de abril de 1964 (2 anos e 207 dias)                                                     | PTB | Nenhum | – | [ nota 31 ] [ 78 ] [ 79 ] [ 80 ] [ 81 ] [ 82 ]                                                                     |
| Quinta República (Ditadura Militar) (2 de abril de 1964 a 15 de março de 1985 – 20 anos, 11 meses e 13 dias)              | | | | | | | |
| 25 | Ranieri Mazzilli                                                                                                   | | 2 de abril de 1964 – 15 de abril de 1964 (13 dias)                                                                 | PSD | Nenhum | – | [ nota 32 ] [ 75 ] [ 45 ] [ 83 ]                                                                                   |
| 26 | Castello Branco | | 15 de abril de 1964 – 15 de março de 1967 (2 anos e 334 dias)                                                      | ARENA | José Maria Alkmim                                                                                                  | 1964 | [ nota 34 ] [ 84 ] [ 85 ]                                                                                          |
| 27 | Costa e Silva | | 15 de março de 1967 – 31 de agosto de 1969 (2 anos e 169 dias)                                                     | ARENA | Pedro Aleixo | 1966 | [ nota 35 ] [ 86 ] [ 87 ] [ 88 ]                                                                                   |
| — | Pedro Aleixo | | Impedido de ascender ao cargo pela junta militar de 1969                                                           | ARENA | Nenhum | – | [ nota 36 ] [ 89 ] [ 90 ] [ 91 ]                                                                                   |
| — | Junta Militar de 1969                                                                                              | | 31 de agosto de 1969 – 30 de outubro de 1969 (60 dias)                                                             | Nenhum | Pedro Aleixo | Ato Institucional n.º 12                                                                                           | [ nota 38 ] [ 45 ] [ 92 ]                                                                                          |
| 28 | Garrastazu Médici                                                                                                  | | 30 de outubro de 1969 – 15 de março de 1974 (4 anos e 136 dias)                                                    | ARENA | Augusto Rademaker                                                                                                  | 1969 | [ nota 39 ] [ 93 ] [ 94 ]                                                                                          |
| 29 | Ernesto Geisel | | 15 de março de 1974 – 15 de março de 1979 (5 anos)                                                                 | ARENA | Adalberto Pereira dos Santos                                                                                       | 1974 | [ nota 40 ] [ 95 ] [ 96 ]                                                                                          |
| 30 | João Figueiredo | | 15 de março de 1979 – 15 de março de 1985 (6 anos)                                                                 | ARENA | Aureliano Chaves                                                                                                   | 1978 | [ nota 42 ] [ 97 ] [ 98 ]                                                                                          |
| 30 | João Figueiredo | PDS | 15 de março de 1979 – 15 de março de 1985 (6 anos)                                                                 | | Aureliano Chaves                                                                                                   | 1978 | [ nota 42 ] [ 97 ] [ 98 ]                                                                                          |
| Sexta República (Nova República) (15 de março de 1985 à atualidade – 40 anos, 4 meses e 17 dias)                          | | | | | | | |
| — | Tancredo Neves | | Morreu antes de tomar posse                                                                                        | PMDB | José Sarney | 1985 | [ nota 44 ] [ 99 ] [ 100 ] [ 101 ]                                                                                 |
| 31 | José Sarney | | 15 de março de 1985 – 15 de março de 1990 (5 anos)                                                                 | PMDB | Nenhum | – | [ nota 45 ] [ 102 ] [ 103 ] [ 104 ]                                                                                |
| 32 | Fernando Collor | | 15 de março de 1990 – 29 de dezembro de 1992 (2 anos e 289 dias)                                                   | PRN | Itamar Franco | 1989 | [ nota 46 ] [ 105 ] [ 106 ] [ 107 ] [ 108 ]                                                                        |
| 33 | Itamar Franco | | 29 de dezembro de 1992 – 1º de janeiro de 1995 (2 anos e 3 dias)                                                   | Nenhum | Nenhum | – | [ nota 47 ] [ 109 ] [ 110 ] [ 111 ] [ 112 ]                                                                        |
| 34 | Fernando Henrique Cardoso                                                                                          | | 1º de janeiro de 1995 – 1º de janeiro de 2003 (8 anos)                                                             | PSDB | Marco Maciel | 1994 | [ nota 48 ] [ 113 ] [ 114 ] [ 115 ]                                                                                |
| 34 | Fernando Henrique Cardoso                                                                                          | 1998 | 1º de janeiro de 1995 – 1º de janeiro de 2003 (8 anos)                                                             | PSDB | Marco Maciel | | [ nota 48 ] [ 113 ] [ 114 ] [ 115 ]                                                                                |
| 35 | Luiz Inácio Lula da Silva                                                                                          | | 1º de janeiro de 2003 – 1º de janeiro de 2011 (8 anos)                                                             | PT | José Alencar | 2002 | [ nota 49 ] [ 116 ] [ 117 ] [ 118 ]                                                                                |
| 35 | Luiz Inácio Lula da Silva                                                                                          | 2006 | 1º de janeiro de 2003 – 1º de janeiro de 2011 (8 anos)                                                             | PT | José Alencar | | [ nota 49 ] [ 116 ] [ 117 ] [ 118 ]                                                                                |
| 36 | Dilma Rousseff | | 1° de janeiro de 2011 – 31 de agosto de 2016 (5 anos e 243 dias)                                                   | PT | Michel Temer | 2010 | [ nota 50 ] [ 119 ] [ 120 ] [ 121 ] [ 122 ] [ 123 ]                                                                |
| 36 | Dilma Rousseff | 2014 | 1° de janeiro de 2011 – 31 de agosto de 2016 (5 anos e 243 dias)                                                   | PT | Michel Temer | | [ nota 50 ] [ 119 ] [ 120 ] [ 121 ] [ 122 ] [ 123 ]                                                                |
| 37 | Michel Temer | | 31 de agosto de 2016 – 1º de janeiro de 2019 (2 anos e 123 dias)                                                   | MDB | Nenhum | – | [ nota 51 ] [ 124 ] [ 125 ] [ 126 ] [ 127 ]                                                                        |
| 38 | Jair Bolsonaro | | 1º de janeiro de 2019 – 1º de janeiro de 2023 (4 anos)                                                             | PSL | Hamilton Mourão | 2018 | [ nota 53 ] [ 128 ] [ 129 ] [ 130 ] [ 131 ]                                                                        |
| 38 | Jair Bolsonaro | PL | 1º de janeiro de 2019 – 1º de janeiro de 2023 (4 anos)                                                             | | Hamilton Mourão | 2018 | [ nota 53 ] [ 128 ] [ 129 ] [ 130 ] [ 131 ]                                                                        |
| 39 | Luiz Inácio Lula da Silva                                                                                          | | 1º de janeiro de 2023 – atualidade (2 anos e 212 dias)                                                             | PT | Geraldo Alckmin | 2022 | [ nota 55 ] [ 116 ] [ 132 ]                                                                                        |

## Ex-presidentes vivos
Até o presente momento, seis ex-presidentes estão vivos. Em ordem de serviço são:
- José Sarney
Nasceu em:
24  de abril de 1930 (95 anos)
- Fernando Collor de Mello
Nasceu em:
12  de agosto de 1949 (75 anos)
- Fernando Henrique Cardoso
Nasceu em:
18  de junho de 1931 (94 anos)
- Dilma Rousseff
Nasceu em:
14  de dezembro de 1947 (77 anos)
- Michel Temer
Nasceu em:
23  de setembro de 1940 (84 anos)
- Jair Bolsonaro
Nasceu em:
21  de março de 1955 (70 anos)

O mais recente ex-presidente a falecer foi Itamar Franco, em 2 de julho de 2011, aos 81 anos.